# Pokémon Origins
Pokémon Origins (japanska: ポケットモンスター THE ORIGIN Hepburn: Poketto Monsutā Ji Orijin?) är en japansk anime-miniserie i fyra delar, baserad på Nintendos Pokémon-franchise. Olikt animen Pokémon, som började sändas i Japan den 1 april 1997, är Pokémon Origins mer troget baserad på originalspelen Pokémon Red och Green. Miniserien sändes på TV Tokyo den 2 oktober 2013 och var tillgänglig för internationell strömning på Pokémon TV-tjänsten mellan 15 november till 2 december 2013.

## Avsnitt
| Nr | Titel                              | Sändningsdatum |
| --- | ---------------------------------- | -------------- |
| 1 | "Red" "Reddo (レッド)"             | 2 oktober 2013 |
| Red och Green får sina första Pokémon och Red möter Brock i Pewter City.                                  |                                    |                |
| 2 | "Cubone" "Karakara (カラカラ)"     | 2 oktober 2013 |
| Red tar sig till Lavender Town och hjälper invånarna kämpa mot Team Rocket, som tagit över Pokémon Tower. |                                    |                |
| 3 | "Giovanni" "Sakaki (サカキ)"       | 2 oktober 2013 |
| Red möter och besegrar ledaren för Team Rocket, Giovanni.                                                 |                                    |                |
| 4 | "Charizard" "Rizādon (リザードン)" | 2 oktober 2013 |
| Red tar sig först an Pokémon-ligan på Indigo Plateau och sedan Mewtwo i Cerulean Cave.                    |                                    |                |